# 賭命運轉手
是一部2018年美國犯罪劇情片，由克林·伊斯威特執導、監製和主演，尼克·史堅克撰寫劇本，改編自山姆·多爾尼克在《紐約時報雜誌》上刊登的真實事件文章〈錫納羅亞販毒集團的90歲運毒手〉中的主角李奧·沙普的真實事件，李奧·沙普是韓戰的老兵，他在80幾歲時變成一名錫納羅亞販毒集團的運毒販。
該片為克林·伊斯威特自2012年電影《人生決勝球》後首部演出的作品，以及他自2008年電影《經典老爺車》以來首部自導自演的作品。除了伊斯威特外，其他演員包括布萊德利·庫柏、勞倫斯·費許朋、麥可·潘納、黛安·韋斯特與安迪·賈西亞。主要拍攝於2018年6月4日起在喬治亞州亞特蘭大和奧古斯塔開始進行。《賭命運轉手》由華納兄弟發行，2018年12月14日在美國上映。

## 劇情
年逾八旬的厄爾·史東是名得獎的園藝家和曾參與韓戰的老兵，在退役並經歷妻離子散及物業拍賣等事後開始為錫納羅亞販毒集團進行販毒和運送的工作，回望其自身的人生及過去進行救贖。

## 演員
- 克林·伊斯威特 飾 厄爾·史東（Earl Stone）——這角色基於李奧·沙普
- 布萊德利·庫柏 飾 DEA探員柯林·貝茲（DEA agent Colin Bates）——這角色基於Jeff Moore
- 勞倫斯·費許朋 飾 DEA特別探員
- 黛安·韋斯特 飾 瑪莉（Mary）
- 麥可·潘納 飾 崔維諾（Trevino）
- 泰莎·法蜜嘉 飾 金妮（Ginny）
- 安迪·賈西亞 飾 拉頓（Laton）
- 艾莉森·伊斯威特（英语：Alison Eastwood） 飾 艾莉絲（Iris）
- 伊格納西奧·塞利齊奧（英语：Ignacio Serricchio） 飾 朱利歐（Julio）
- 羅倫·狄恩（英语：Loren Dean） 飾 布朗（Brown）
- 維克托·拉蘇克（英语：Victor Rasuk） 飾 瑞科（Rico）
- 曼尼·蒙塔納（英语：Manny Montana） 飾 艾克塞爾（Axl）

## 製作

### 開發
美國緝毒局特別探員Jeff Moore於2011年逮捕了87歲的李奧·沙普，並接受了《紐約時報》採訪關於世界上最老和最多產的毒驢（drug mule）沙普的調查。隨後，山姆·多爾尼克（Sam Dolnick）刊登了文章《錫納羅亞販毒集團的90歲運毒手》（The Sinaloa Cartel's 90-Year-Old Drug Mule），在2014年把文章的版權出售給Imperative Entertainment。
他們急欲聘請魯賓·費利沙執導和監製本片。2015年2月，尼克·史堅克被聘請將該文章改編成電影劇本。
2018年1月，據透露，本片名為《賭命運轉手》，克林·伊斯威特將代替費利沙執導本片，還有監製和主演。費利沙擔任執行製作人。

### 拍攝
主體拍攝於2018年6月4日在喬治亞州的亞特蘭大、羅馬和奧古斯塔開始。本片也在新墨西哥州的拉斯克魯塞斯取景。

## 發行
在美國，《賭命運轉手》由華納兄弟定於2018年12月14日上映，並於2019年1月在英國上映。

## 評價
匯總媒體爛番茄根據189篇評論，該片新鮮度達70%，平均評分為6.20 / 10。而在Metacritic上則獲得了58分（滿分100）。

## 外部連結
- 互联网电影数据库（IMDb）上《賭命運轉手》的资料（英文）